# Manuscritos medievais islandeses

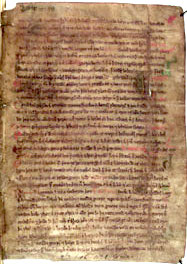
Landnámabók (cópia do século XIII)

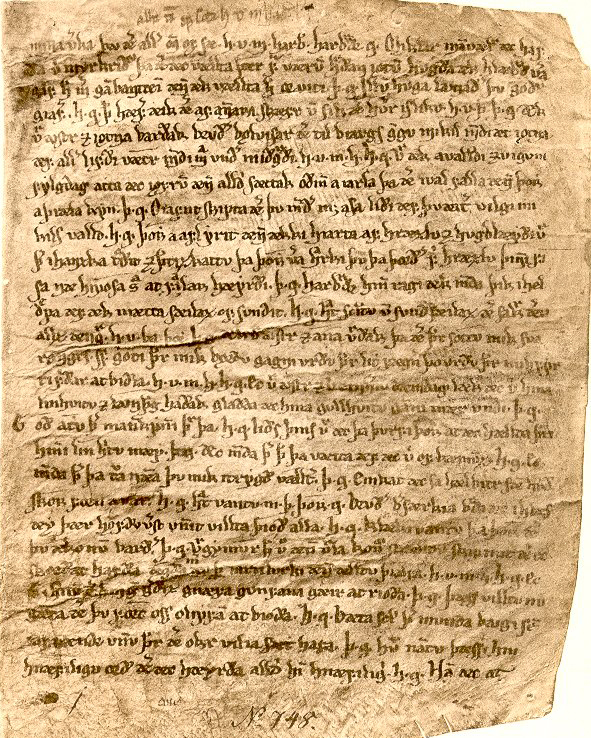
Manuscrito AM 748 I 4to (século XIV)

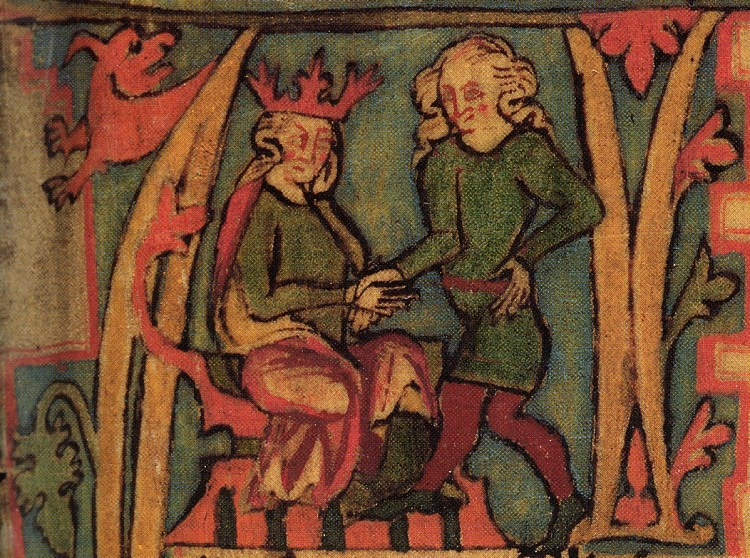
Imagem do Flateyjarbók (século XIV)

Manuscritos medievais islandeses são manuscritos escritos em pergaminho feito de pele de vitela no período que vai do século XII ao XVI. Existem atualmente preservados cerca de 700 deles, datados desse espaço de tempo, especialmente dos séculos XII e XIII. Estes documentos eram difíceis de ser encontrados, assim como caros, devido ao preço do material e tempo demorado para os produzir.
Em vista disso, duas cópias do mesmo manuscrito podiam apresentar diferenças no texto. Estes documentos eram difíceis de encontrar e uma vez adquiridos podiam ser guardados durante longo tempo, acabando por ser esquecidos, desvalorizados ou utilizados para outros propósitos, como por exemplo para fazer sapatos.

## Preservação e conservação
Árni Magnússon procurou e guardou no século XVIII grande parte dos manuscritos medievais antigos da Islândia de que se dispõe atualmente. O Instituto  Árni Magnússon, em Reiquiavique, deposita e conserva muitos destes valiosos documentos – importantes para o conhecimento da literatura e da história da Islândia.
Em Copenhaga, na Coleção Arne Magnusson, estão depositados manuscritos islandeses que não abordam "matérias islandesas", nomeadamente documentos sobre reis da Noruega e Dinamarca, sobre assuntos religiosos e ainda traduções do latim e de outras línguas.
Na Biblioteca Nacional da Suécia, em Estocolmo, existem igualmente alguns manuscritos medievais da Islândia, adquiridos no século XVII como troféus de guerra, depois da vitória sueca na Guerra Sueco-Dinamarquesa de 1657-1658. Entre outras obras, o Bergsbók (Isl. Perg. Fol. 1) e o Livro das Homílias (Isl. Perg. 4:o 15).

## Letra
A letra usada na escrita deste manuscritos variou através do tempo. No século XII, havia uma preferência pela letra carolina, no século XIII pela letra gótica primitiva, no século XIV pela letra gótica e no século XV pelo gótico cursivo.

## Alguns manuscritos
- Codex Regius
- Flateyjarbók
- Hauksbók
- Íslendingabók
- Landnámabók
- Möðruvallabók
- Fagrskinna
- Codex Wormianus
- Skálholtsbók
- AM 738 4to
- AM 748 I 4to
- Bergsbók
- Jǫfraskinna
- Morkinskinna
- Vatnshyrna